# خوسيه رويز روساس
خوسيه رويز روساس (بالإسبانية: José Ruiz Rosas)‏‏ (14 مايو 1928 - 29 أغسطس 2018) هو شاعر من البيرو، يُعتبر من أصحاب البصمة في ثقافة البيرو المعاصرة.